# District de Mishima
Le district de Mishima (三島郡, Mishima-gun) est un district de la préfecture d'Ōsaka, au Japon.
Lors du recensement de 2000, sa population était estimée à 30 125 habitants pour une superficie de 17 km2 (réestimé depuis à 28 984 personnes pour 17 km2 en août 2010).

## Communes du district
- Shimamoto